# Cariama de Burmeister
Pour les articles homonymes, voir Burmeister.
Chunga burmeisteri, Chunga
Genre
Espèce
Statut de conservation UICN

 LC  : Préoccupation mineure
Le Cariama de Burmeister (Chunga burmeisteri) est une espèce d'oiseaux du genre Chunga dans la famille des Cariamidae.
Son aire s'étend à travers le Gran Chaco (de la Bolivie et le Paraguay jusqu'au centre de l'Argentine).